# جوتفريد فيدير
جوتفريد فيدير (بالألمانية: Gottfried Feder)‏ مواليد 27 يناير 1883 في فورتسبورغ، مملكة بافاريا، الإمبراطورية الألمانية - الوفاة 24 سبتمبر 1941 في ألمانيا النازية، هو خبير اقتصادي ألماني وواحد من أوائل الأعضاء الرئيسيين في الحزب النازي.

## روابط خارجية
- جوتفريد فيدير على موقع الموسوعة البريطانية (الإنجليزية)